# Habib Galhia
Habib Galhia (arabisch حبيب قلحية, DMG Ḥabīb Qalḥīya; * 14. Mai 1941 in Kairouan; † 25. Dezember 2011 in Sousse) war ein tunesischer Boxer.

## Biografie
Habib Galhia trat bei den Olympischen Sommerspielen 1964 in Tokio im Weltergewicht an. Mit Siegen über den Niederländer Wim Gerlach, Om Prasad Pun aus Nepal und Félix Betancourt aus Kuba zog er ins Halbfinale ein. Dort unterlag er Jewgeni Frolow aus der Sowjetunion nach Punkten. Somit wurde er mit der Bronzemedaille ausgezeichnet. Vier Jahre später bei den Olympischen Spielen in Mexiko-Stadt trat er erneut an, jedoch schied er bereits in der ersten Runde gegen Adalberto Siebens aus.